# Mdimba Mnyoma
Mdimba Mnyoma (auch Mdimbamnyoma) ist ein Verwaltungsbezirk (englisch Ward) des Distrikts Tandahimba in der tansanischen Region Mtwara.

## Geografie
Mdimba Mnyoma liegt im Südosten von Tansania etwa 15 Kilometer Luftlinie westlich der Distrikthauptstadt Tandahimba. Der Bezirk grenzt im Norden an Mdumbwe, im Osten Nanhyanga, im Süden an Dinduma, im Südwesten an Chingungwe und im Nordwesten an Mtunguru. Bei der Volkszählung 2022 lebten 11.113 Menschen in 3410 Haushalten auf einer Fläche von 54 Quadratkilometern.

## Gliederung
Der Bezirk besteht aus vier Gemeinden (Mtaa) mit 19 Orten (Kitongoji):
| Mnyoma - Usalama - Mkuranga - Sekondari - Sokoni - Majengo | Tukuru - Kawawa - Karume - Mnaida - Tankini - Kambarage | Mdenga - Bondeni - Kagera - Sokoine - Azimio - Amani | Mtegu - Pwani - Mchangani - Mnyepe - Mlimani |

## Infrastruktur
- Bildung: Die einzige weiterbildende Schule des Bezirks ist die Mdimba Secondary School. Diese staatliche Tagesschule bildet Jugendliche bis zur 4. Stufe aus.[8]
- Gesundheit: In den Gemeinden Mnyoma und Mtegu gibt es je eine staatliche Apotheke.[9][10]